# Philomène Bassek
Philomène Isabelle Bassek, née en 1957, est une femme de lettres camerounaise d'expression française.

## Éléments biographiques
Elle est née Philomène Isabelle Mandeng, à Dschang, dans l'ouest du Cameroun. Ses parents sont originaires de Makak et d'Otélé, et son père est greffier-notaire. Elle fait des études supérieures à l'université de Yaoundé. Elle vit à Yaoundé depuis 1970, et y est installée avec son mari et ses trois fils. Elle enseigne au lycée du Général Leclerc et y est professeur de philosophie.
En 1990, elle publie le roman La Tache de sang s'inspirant de sa mère, du statut de la femme dans la société précoloniale et de ses échanges à l'université sur le statut de la femme. Elle appartient à une génération d'auteures camerounaises emmenée notamment par Calixthe Beyala, et qui suit l'exemple de Marie-Claire Matip, Thérèse Kuoh-Moukouri, et Rabiatou Njoya dans les décennies précédentes.

## Ouvrages
La tache de sang, Philomène Bassek, L'Harmattan, Collection Encres Noires, 1990, 158p